# Gaeltacht

Mappa delle zone ufficialmente Gaeltacht

Una Gaeltacht (/'ge:lˠtˠəxtˠ/, sostantivo femminile; pl. Gaeltachtaí /'ge:lˠtˠəxtˠi:/) è un'area in Irlanda in cui la lingua irlandese è, o era in tempi recenti, la lingua primaria parlata dalla maggior parte della comunità.
Le Gaeltacht furono riconosciute ufficialmente negli anni 1920 come parte della politica governativa dello Stato Libero d'Irlanda per ripristinare l'uso della lingua irlandese.
Attualmente tale utilizzo è in forte declino. Una ricerca pubblicata nel 2015 ha mostrato che soltanto in 21 delle 155 Gaeltacht, la lingua irlandese è parlata quotidianamente da almeno due terzi della popolazione. Il valore di due terzi dei parlanti è considerato un livello critico per la sopravvivenza della lingua.

## Storia e descrizione
Queste oasi linguistiche nacquero nei primi anni dello Stato Libero d'Irlanda, durante la riscoperta del gaelico e delle tradizioni culturali, aspetti portati in auge dalla ventata nazionalista che aveva condotto all'indipendenza gran parte dell'Irlanda.
Le regioni, molto piccole se paragonate all'intera superficie dell'isola, furono ufficialmente delimitate negli anni cinquanta e non hanno più subito variazioni, sebbene in molti casi la lingua gaelica abbia visto una netta diminuzione del suo uso: in varie zone delle aree Gaeltacht è facile constatare la ormai netta minoranza di soggetti che parlano il gaelico come lingua primaria rispetto all'inglese.
Le aree Gaeltacht comprendono una popolazione di circa 85.000 persone e sono situate nel Donegal occidentale, nel Mayo, nel Kerry e infine nelle contee di Galway e Cork. Ci sono anche due curiosissime e piccolissime oasi Gaeltacht nel Meath e un'altra vicino a Waterford.

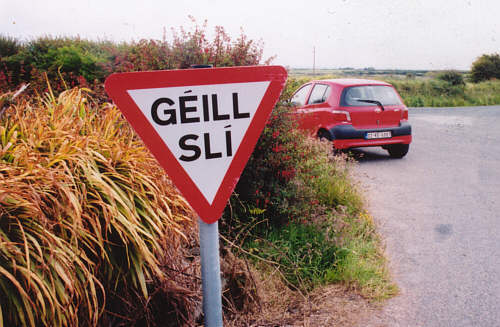
Un segnale stradale di "dare la precedenza" in lingua gaelica in una zona Gaeltacht.

Le aree in questione sono protette dal Department of Community, Rural & Gaeltacht Affairs, coadiuvato dal "Ministero per la lingua gaelica" che si occupa anche dell'Údarás na Gaeltachta (l'istituto che regola la lingua gaelica). Il TG4 e Raidió na Gaeltachta sono situate nell'area Gaeltacht vicino a Galway.
Il Ministro per il Gaeltacht Éamon Ó Cuív nei primi anni 2000 ha lanciato una iniziativa che prevedeva la trasformazione dei segnali stradali delle zone Gaeltacht da bilingui ad esclusivamente in lingua gaelica. Questa scelta ha provocato forti polemiche da parte degli abitanti di alcuni villaggi, primo fra tutti Dingle, secondo i quali l'eliminazione dell'appellativo inglese danneggerebbe fortemente il turismo, uno dei settori economici principali della zona, in quanto gli stranieri avrebbero difficoltà a distinguere le zone. Soprattutto a Dingle è iniziata una diatriba con le insegne fra il Consiglio della contea, il governo e gli abitanti: il primo dà ragione al villaggio e chiede la sostituzione del cartello, il secondo minaccia la revoca dello status gaeltacht ed i terzi già si sono adoperati scrivendo a pennarello su ogni cartello la parola Dingle sotto il corrispettivo gaelico.

## Villaggi e città delleGaeltachtaí
| Contea           | Nome inglese             | Nome gaelico             |
| ---------------- | ------------------------ | ------------------------ |
| County Donegal   | Annagry                  | Anagaire                 |
| County Donegal   | Arranmore                | Árainn Mhór              |
| County Donegal   | Burtonport               | Ailt an Chorráin         |
| County Donegal   | Carrigart                | Carraig Airt             |
| County Donegal   | Crolly                   | Croithlí                 |
| County Donegal   | Cruit Island             | Oileán na Cruite         |
| County Donegal   | Derrybeg                 | Doirí Beaga              |
| County Donegal   | Doochary                 | An Dúchoraidh            |
| County Donegal   | Downings/Downies         | Na Dúnaibh               |
| County Donegal   | Dungloe/Dunglow          | An Clochán Liath         |
| County Donegal   | Falcarragh               | An Fál Carrach           |
| County Donegal   | Fintown                  | Baile na Finne           |
| County Donegal   | Glencolmcille            | Gleann Cholm Cille       |
| County Donegal   | Gola Island              | Gabhla                   |
| County Donegal   | Gortahork                | Gort a' Choirce          |
| County Donegal   | Gweedore                 | Gaoth Dobhair            |
| County Donegal   | Kilcar                   | Cill Charthaigh          |
| County Donegal   | Kincasslagh              | Cionn Caslach            |
| County Donegal   | Lettermacaward           | Leitir Mhic a' Bhaird    |
| County Donegal   | Loughanure               | Loch an Iúir             |
| County Donegal   | Magheraroarty            | Machaire Rabhartaigh     |
| County Donegal   | Ranafast/Rannafast       | Rann na Feirste          |
| County Donegal   | Tory Island              | Toraigh                  |
| County Donegal   | Teelin                   | Teileann                 |
| County Mayo      | Achill Sound             | Gob an Choire            |
| County Mayo      | Aughleam                 | Eachléim                 |
| County Mayo      | Belderrig                | Béal Deirg               |
| County Mayo      | Belmullet                | Béal an Mhuirthead       |
| County Mayo      | Bunacurry                | Bun a' Churraigh         |
| County Mayo      | Carrowteige              | Ceathrú Thaidhg          |
| County Mayo      | Cashel                   | An Caiseal               |
| County Mayo      | Dooega                   | Dumha Éige               |
| County Mayo      | Dooniver                 | Dún Ibhir                |
| County Mayo      | Glengad                  | Gleann an Ghad           |
| County Mayo      | Rossport/Rosdoagh        | Ros Dumhach              |
| County Mayo      | Salia                    | Sáile                    |
| County Mayo      | Tonragee                 | Tóin re Gaoth            |
| County Mayo      | Toormakeady/Tourmakeady  | Tuar Mhic Éadaigh        |
| County Galway    | Ballynahown              | Baile na hAbhann         |
| County Galway    | Barna                    | Bearna                   |
| County Galway    | Bealadangan              | Béal a' Daingin          |
| County Galway    | Camus                    | Camus                    |
| County Galway    | Carna                    | Carna                    |
| County Galway    | Carraroe                 | An Cheathrú Rua          |
| County Galway    | Claregalway              | Baile Chláir             |
| County Galway    | Clonbur                  | An Fhairche              |
| County Galway    | Cornamona                | Corr na Móna             |
| County Galway    | Costelloe                | Casla                    |
| County Galway    | Inisheer                 | Inis Oírr                |
| County Galway    | Inishmaan                | Inis Meáin               |
| County Galway    | Inishmore                | Inis Mór                 |
| County Galway    | Inverin                  | Indreabhán               |
| County Galway    | Kilkieran                | Cill Chiaráin            |
| County Galway    | Kilronan                 | Cill Rónáin              |
| County Galway    | Lettermore               | Leitir Móir              |
| County Galway    | Lettermullen             | Leitir Mealláin          |
| County Galway    | Moycullen                | Maigh Cuilinn            |
| County Galway    | Furbo/Furbogh            | Na Forbacha              |
| County Galway    | Rossaveal                | Ros an Mhíl              |
| County Galway    | Rosmuc                   | Ros Muc                  |
| County Galway    | Spiddal                  | An Spidéal               |
| County Kerry     | Ballinskelligs           | Baile an Sceilg          |
| County Kerry     | Ballyferriter            | Baile an Fheirtéaraigh   |
| County Kerry     | Ballynagall/Ballydavid   | Baile na nGall           |
| County Kerry     | Brandon                  | Cé Bhréannain            |
| County Kerry     | Caherdaniel              | Cathair Dónall           |
| County Kerry     | Cloghane                 | An Clochán               |
| County Kerry     | Dingle                   | An Daingean              |
| County Kerry     | Dunquin                  | Dún Chaoin               |
| County Kerry     | Feothanach/Feohanagh     | An Fheothanach           |
| County Kerry     | Lispole                  | Lios Póil                |
| County Kerry     | Ventry                   | Ceann Trá                |
| County Cork      | Ballingeary              | Béal Átha an Ghaorthaidh |
| County Cork      | Ballymakeera             | Baile Mhic Íre           |
| County Cork      | Ballyvourney             | Baile Bhuirne            |
| County Cork      | Cape Clear Island        | Oileán Chléire           |
| County Cork      | Coolea                   | Cúil Aodha               |
| County Cork      | Kilnamartyra/Kilnamartra | Cill na Martra           |
| County Waterford | Ring                     | An Rinn                  |
| County Meath     | Gibbstown                | Baile Ghib               |
| County Meath     | Rathcarne                | Ráth Chairn              |

## Il bilinguismo

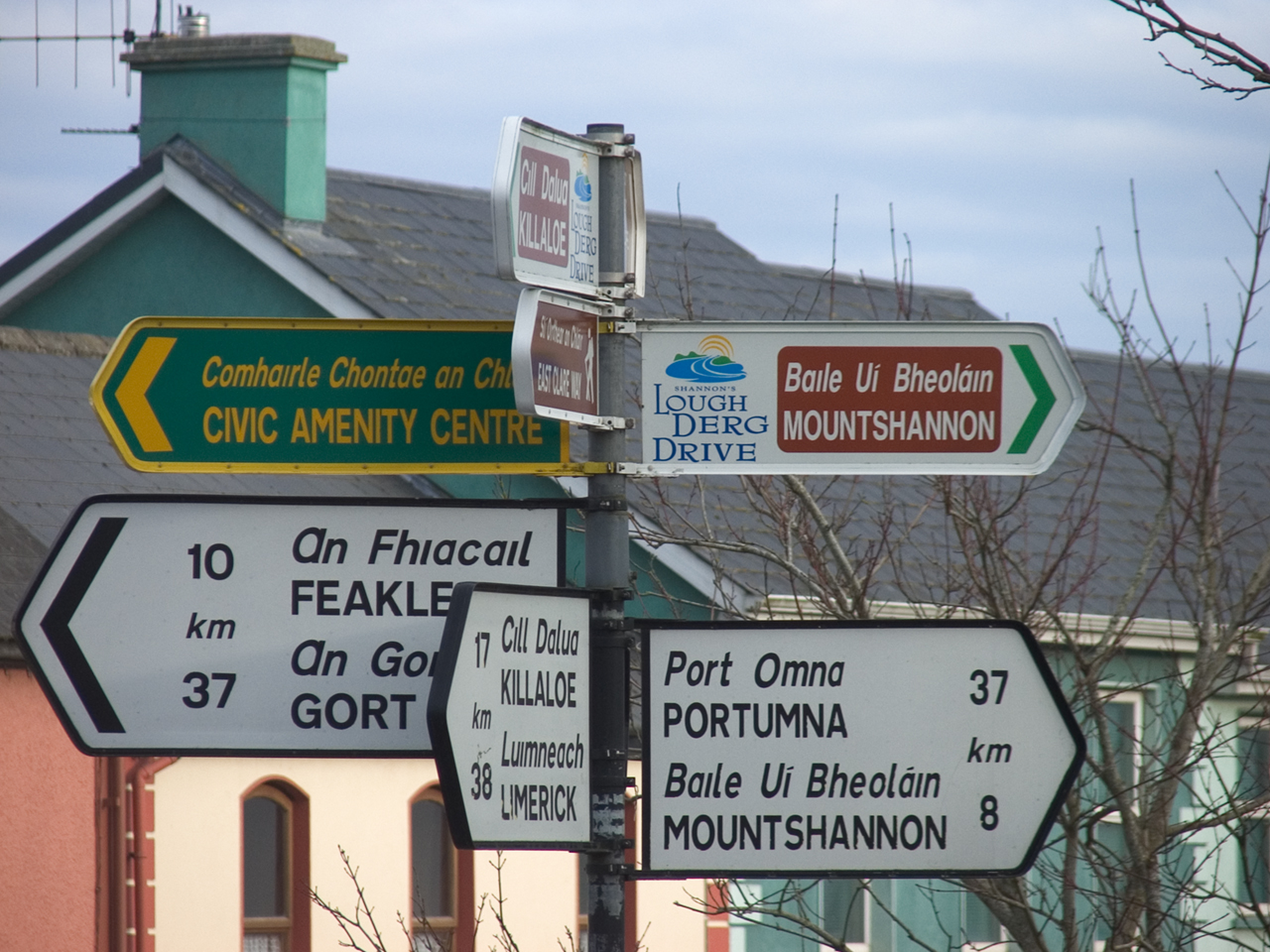
Cartelli bilingui nelle zone non Gaeltacht

In Irlanda i segnali stradali relativi alle località (sia di direzione che di benvenuto) delle zone non-Gaeltacht, quindi in quasi tutto il territorio, sono bilingui, con l'indicazione in stampatello del nome in inglese sotto, mentre la dizione in lingua gaelica è riportata al di sopra e scritta in corsivo.